# Actinotia conjuncta
Actinotia conjuncta är en fjärilsart som beskrevs av Rudolf Püngeler 1899. Actinotia conjuncta ingår i släktet Actinotia och familjen nattflyn. Inga underarter finns listade i Catalogue of Life.